# Château de Nègrepelisse
Ne pas confondre avec le château de Longues-Aygues, également sur la commune et inscrit en 2019
Le château de Nègrepelisse est un château fort détruit puis partiellement reconstruit et réinterprété de 2012 à 2014 sur la commune de Nègrepelisse dans le département de Tarn-et-Garonne, en France.

## Localisation
Il se trouve au nord-est du bourg, bastide royale fondée en 1273, à 91 m d'altitude dominant un coude de l'Aveyron.

## Description
Représenté sur un dessin du château fait par Jean-Honoré Fragonard en 1773, le château a été détruit progressivement puis arasé.
Particulièrement imposant, l'édifice était élevé sur plan quadrangulaire flanqué de quatre tours rondes et d'un donjon rectangulaire. Après sa destruction, la cave voûtée sur laquelle avait été édifié le logis du XVe siècle reste visible.

## Historique
Datant du Moyen Âge, ce château aurait été un élément de l'implantation royale à la fin du XIIIe siècle dans la vallée de l'Aveyron.
Nègrepelisse, place-forte des Calvinistes, fut prise, mise en pièces et brûlée par Louis XIII les 10 au 11 juin 1622, en représailles contre le massacre général en décembre 1621 de la garnison royale établie dans la ville. Le château, à l'écart, assiste impuissant au massacre de Nègrepelisse et se rend le 11 juin.
C'est la propriété de Pierre Jacques Onésyme Bergeret de Grancourt (1715-1785), fermier-général et comte de Nègrepelisse, qui y recevra le peintre Jean-Honoré Fragonard en 1773, auteur de trois dessins conservés des lieux.
Laissé à l'abandon après 1846, la commune a acquis les ruines en 1850 et a transformé le site en esplanade. Des travaux de conservation du site ont été faits entre 1997 et 2001.
Au début des années 2010, un ambitieux projet de valorisation du site est initié par la commune. Des fouilles ont été effectuées par l'Institut national de recherches archéologiques préventives avant le début des travaux de réhabilitation et de reconstruction pour accueillir La cuisine, centre d'art et de design,, qui ont duré de septembre 2012 à janvier 2014.
Le château, revisité par le cabinet d'architecture RCR, a accueilli le centre d'art, de son inauguration le 14 juin 2014 à sa fermeture le 21 décembre 2022,,.
Le château est inscrit au titre des monuments historiques par un arrêté du 26 juin 1989.

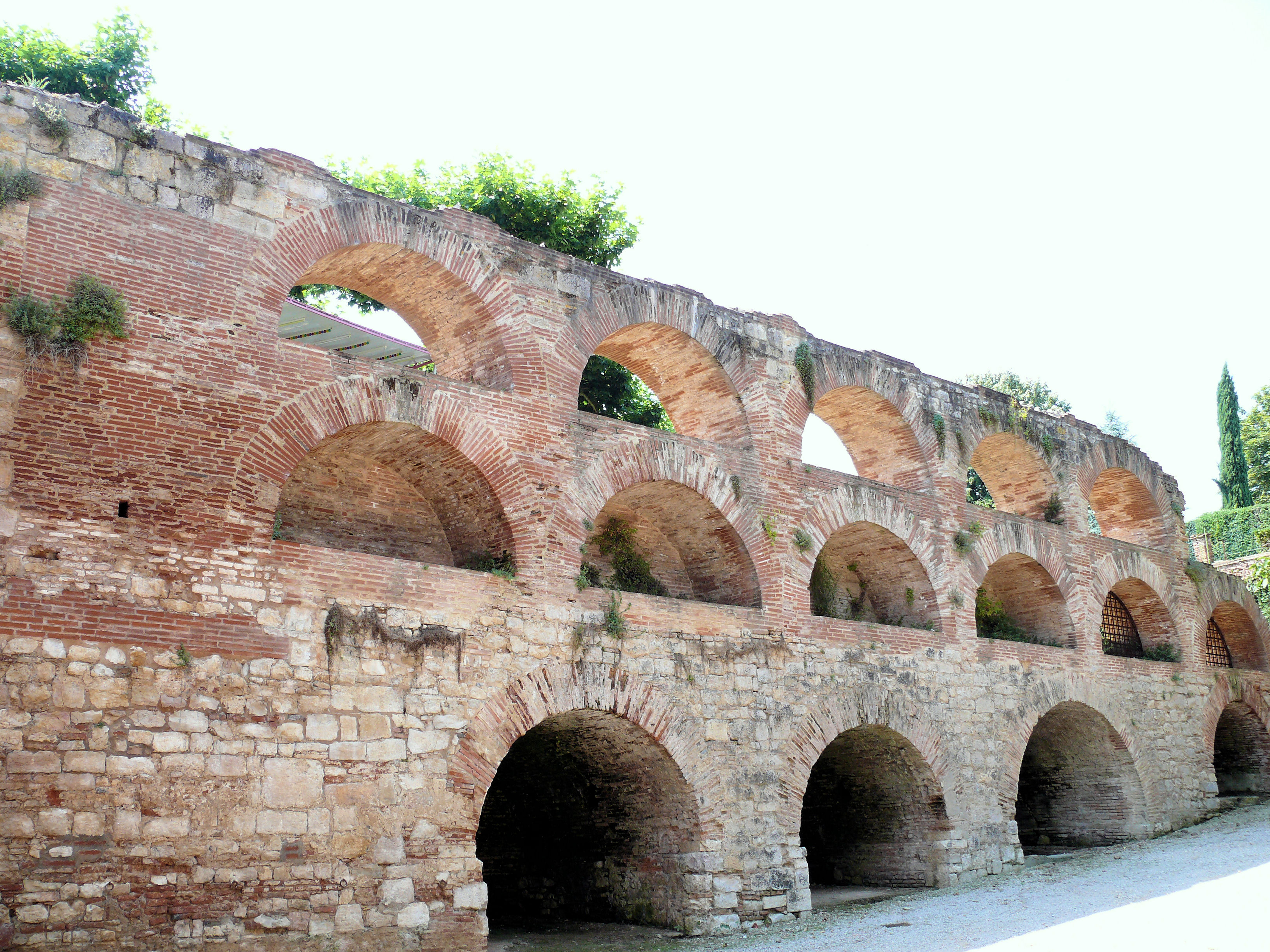
En 2007, ruines cristallisées

## Valorisation du patrimoine
Outre différentes fonctions culturelles, le festival musical « Les voix au château » s'y déroule en juillet chaque été depuis 2014,.